# Eskorta konwoju
Eskorta konwoju – zespół okrętów przeznaczonych do ochrony konwoju morskiego, składał się głównie z niszczycieli, w czasie II wojny światowej zaczęto budować specjalne okręty przeznaczone do eskorty: korwety, fregaty i lotniskowce eskortowe. Eskorta konwojów składała się zazwyczaj z kilku okrętów, lecz zdarzały się także liczniejsze, składające się z pancerników i krążowników, a także okrętów podwodnych.